# 朝花夕拾芳華絕代 拾芳
《朝花夕拾.芳華絕代 》（英文：Dearest Anita）是一部於2018年上映的香港傳記片，以梅艷芳歌迷真人真事改編而成。高志森、梁柏豪導演，郭羨妮、胡杏兒、林德信、黃榮杰、方惠盈主演。由純製作有限公司出品，出品人包括汪栢賢 、盧巧兒、趙詠欣。由江欣燕、恭碩良 、鄧建明、曾江、吳耀漢、邵音音、劉雅麗、龔慈恩、田啟文、鄭子誠、韓瑪利、楊英偉、路芙、李紫昕與余慕蓮等特別參與演出。

## 劇情
電影故事以真人真事改編而成，香港一代巨星梅艷芳於2003逝世，遺物於十年後被送到拍賣，部份被認為不值錢「沒有價值」的遺物被視為垃圾，並丟到垃圾收集站內，部份遺物更被灑上紅油。一眾梅迷不忍梅艷芳的遺物被棄，不怕骯髒冒險爬進垃圾斗內尋找梅的遺物。電影是講述梅粉絲把拾回來的「垃圾」一件件尋回物主。物歸原主的過程中，故事中五位主角均有著自己成長的故事，各故事都側寫出歌迷心中不同的梅艷芳。
Edith 從小膽小怕事，卻因為梅艷芳對人主動友善，「身教」她變得開朗積極；梅艷芳一生樂善好施，為社會貢獻，Ken 便是因為得到由梅於2003年發起的茁壯行動而得到受惠，擺脫家庭困局，成就了他的人生理想；Perry 因為梅艷芳的堅毅性格，啟發他對理想的堅持，重拾自信；Kiki 因為梅艷芳對歌迷的不離不棄，重新相信人性的真善美；Amy 與梅相識於微時，見證梅艷芳對友情的執著，與她巨星背後的真性情。

## 演員
| 演員   | 角色       | 備註    |
| 郭羨妮 | Edith      |         |
| 胡杏兒 | Amy        |         |
| 林德信 | Ken        |         |
| 黃榮杰 | Perry      |         |
| 方惠盈 | Kiki       |         |
| 江欣燕 | 聲演梅艷芳 |         |
| 鄧建明 | 林家鎮     | Ken父親 |
| 龔慈恩 | Ken母親    |         |
| 楊英偉 | Perry父親  |         |

## 獎項
本電影於第十四屆中美電影節奪得最佳導演獎。
此外，本電影亦於第七屆温哥華華語電影節榮獲4項大獎成為大贏家，其中包括：年度最佳粤語片、年度最佳女主角（胡杏兒）、新銳人氣獎（郭羨妮）、年度最佳導演（高志森、梁柏豪）。
2019年，香港電影《朝花夕拾．芳華絕代—拾芳》於「第七屆溫哥華華語電影節（ 7th Vancouver Chinese Film Festival)」獲得四大獎項，當中包括年度最佳粵語片、郭羨妮獲「新鋭人氣獎」 、高志森與梁柏豪獲「最佳導演獎」、胡杏兒獲「最佳女主角獎」。同年本電影亦於新加坡亞洲學院創意獎頒獎禮榮獲「香港最佳劇情片獎」。

## 外部連結
- 電影《朝花夕拾‧芳華絕代》- 拾芳 Dearest Anita的Facebook專頁
- 豆瓣电影上《朝花夕拾芳華絕代 拾芳》的資料 （简体中文）
- 互联网电影数据库（IMDb）上《朝花夕拾‧芳華絕代》的资料（英文）
- 香港影庫上《朝花夕拾‧芳華絕代》的資料（繁體中文）